# ASAHI BEER PRESENTS MUSIC FLAG
ASAHI BEER PRESENTS MUSIC FLAG（アサヒビール プレゼンツ ミュージック・フラッグ）は、JFN加盟局38局ネットで放送されていたラジオ番組。提供スポンサーはアサヒビールで、2009年12月までは同社の製品であるアサヒスーパードライを冠とし「ASAHI SUPER DRY MUSIC FLAG」のタイトルで放送されていた。2011年3月27日最終回を迎えた。

## 概要
毎週1組のアーティストをピックアップ。そのアーティストに感銘を受けた芸能人、アーティストが毎週ナビゲーターとなり進行。ドキュメンタリータッチでのインタビュー形式、楽曲のオンエアという構成。